# Gowanus (Brooklyn)
Gowanus ( /gəˈwɑːnəs/ gə-WAH -nəs) es un barrio en la parte noroeste de Nueva York (Estados Unidos) en el distrito de Brooklyn, dentro del área una vez conocida como South Brooklyn. El vecindario es parte de la Junta Comunitaria de Brooklyn 6. Gowanus está delimitada por Wyckoff Street al norte, Fourth Avenue al este, Gowanus Expressway al sur y Bond Street al oeste.

## Historia

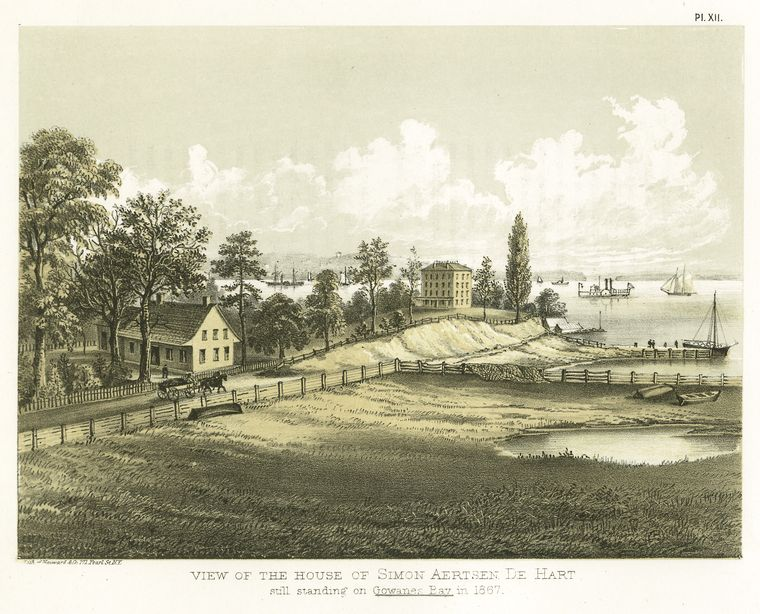
Vista de la casa de Simon Aertsen De Hart, todavía en pie en Gowanus Bay en 1867

El nombre de la bahía de Gowanus viene 'Gauwane' (Gouwane, lit. "el durmiente") un indio canarsee. En 1836 fue el sitio del primer asentamiento de agricultores holandeses en lo que ahora es Brooklyn. Los estanques de las praderas de Gowanus sirvieron para impulsar los molinos de grano en los que trabajaban los primeros colonos, los cuales que estaban situados a lo largo del arroyo Gowanus. Durante la Guerra de Independencia, Gowanus fue el escenario de los combates en la batalla de Long Island, en la que los soldados estadounidenses se ubicaron en los altos de Gowanus Heights (ahora Park Slope), donde tenían una vista completa de los barcos británicos cuando tocaban tierra en la bahía.
En la década de 1860, el arroyo Gowanus se convirtió en el canal Gowanus, y el área se convirtió en un centro de fabricación y envío. El canal y la zona se contaminaron por el efecto combinado de la industria a lo largo de sus riveras y de la construcción de un sistema de alcantarillado que desembocaba en su cabecera. Tras la Segunda Guerra Mundial, el declive del transporte marítimo en el puerto de Red Hook y de la fabricación de Nueva York afectó a la gran industria y golpeó severamente la vitalidad de la industria en Gowanus. A fines de la década de 1940, el vecindario se convirtió en el sitio de varios proyectos de la Autoridad de la Vivienda de la Ciudad de Nueva York, que fueron construidos en parte para albergar a los veteranos de la Segunda Guerra Mundial.
El agua y gran parte de la tierra a lo largo de las orillas del Canal de Gowanus están severamente contaminadas por décadas de procesos industriales, lo mismo que por la fabricación a escala industrial de gas de alumbrado a finales del siglo XIX. El canal de Gowanus también fue un supuesto vertedero de la mafia. Aun así, a principios de la década de 1980, junto al canal, una antigua fábrica de municiones del siglo XIX en 230 3rd Street en Gowanus se convirtió en el sitio del enorme Gowanus Memorial Artyard, cuyos restos aún son visibles. Tras décadas de contaminación industrial combinada y de aguas residuales, la Agencia de Protección Ambiental lo designó como un sitio Superfund en 2010 y destinó 506 millones para limpiarlo. La finalización de la limpieza está prevista para 2022.

## En la actualidad
El área está dividida en zonas para la fabricación de nivel medio a ligero. En la primera década del siglo XXI, los urbanizadores se vieron obstaculizados por la zonificación industrial y los problemas del desbordamiento de las aguas residuales, pero ha habido rumores de que la Departamento de Planificación Urbana de la Ciudad de Nueva York planea rezonificarlo. Muchos residentes y grupos comunitarios han expresado su preocupación por el desbordamiento de aguas residuales que posiblemente podría crear la rezonificación.
Desde mediados de los años 2010, el Departamento de Planificación Urbana, grupos comunitarios, empresarios, desarrolladores, organizaciones de arte, y los residentes del barrio participado en un "proceso de planificación de la comunidad" llamada Bridging Gowanus pretende dar a conocer los procesos de barrio rezonificación con la intención de crear un uso de la tierra marco para el barrio.
Muchos espacios de coworking se formaron en Gowanus en la década de 2010. Más restaurantes, bares y galerías de arte se mudaron al vecindario y se ofrecieron nuevas propiedades inmobiliarias.
En el metro de la ciudad de Nueva York, el D en la línea BMT Fourth Avenue y la F en la línea IND Culver corre a través de Gowanus. Los bicicarriles cruzan el canal en los puentes de Union Street, la calle 3 y la calle 9. La autopista Gowanus Expressway elevada atraviesa el extremo sur del vecindario, cruzando el canal en Hamilton Avenue. El puente de Carroll Street, construido en 1889, es el más antiguo de los cuatro puentes retráctiles que quedan en el país.

## Galería

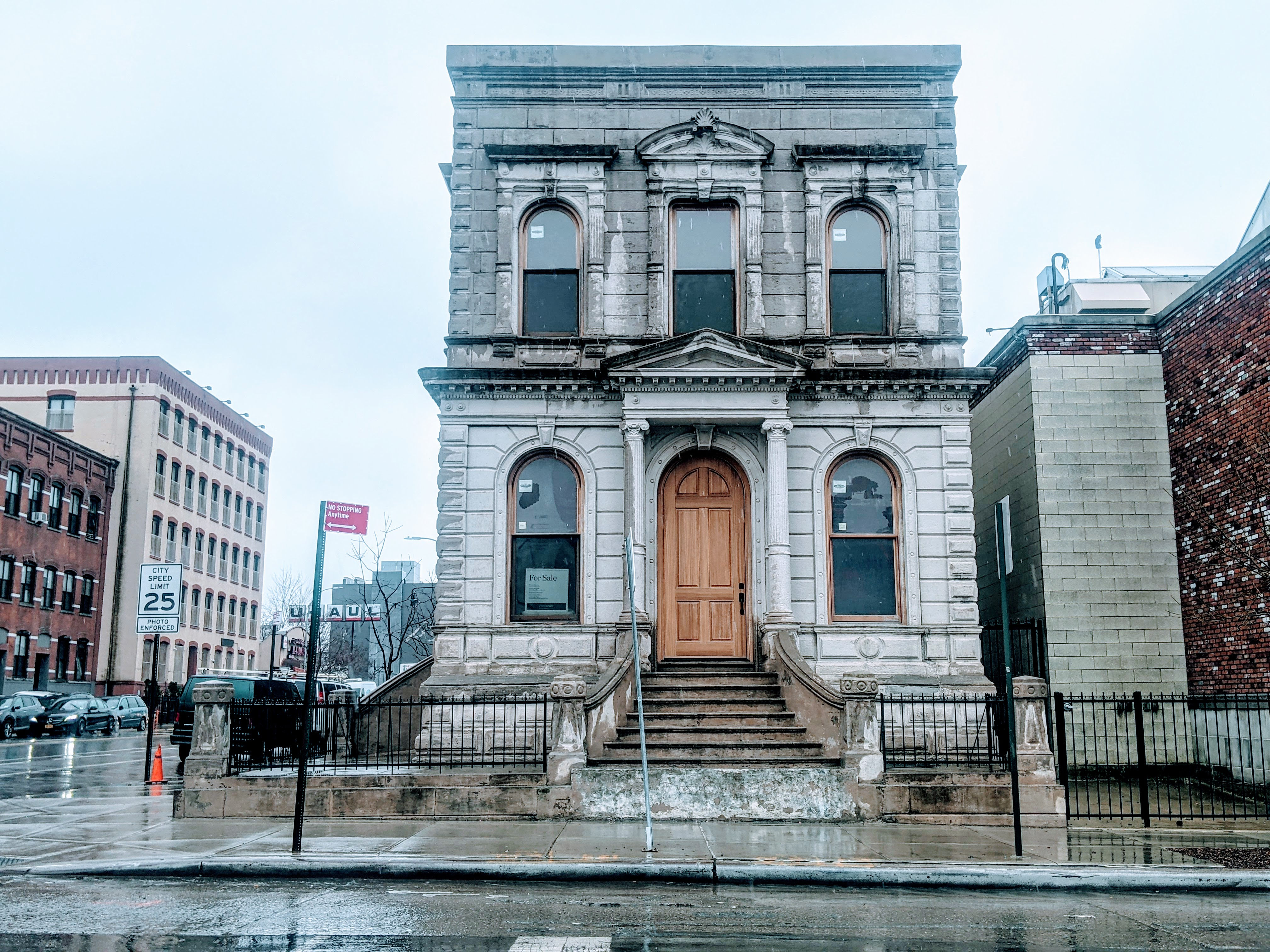
El Coignet Stone Company Building
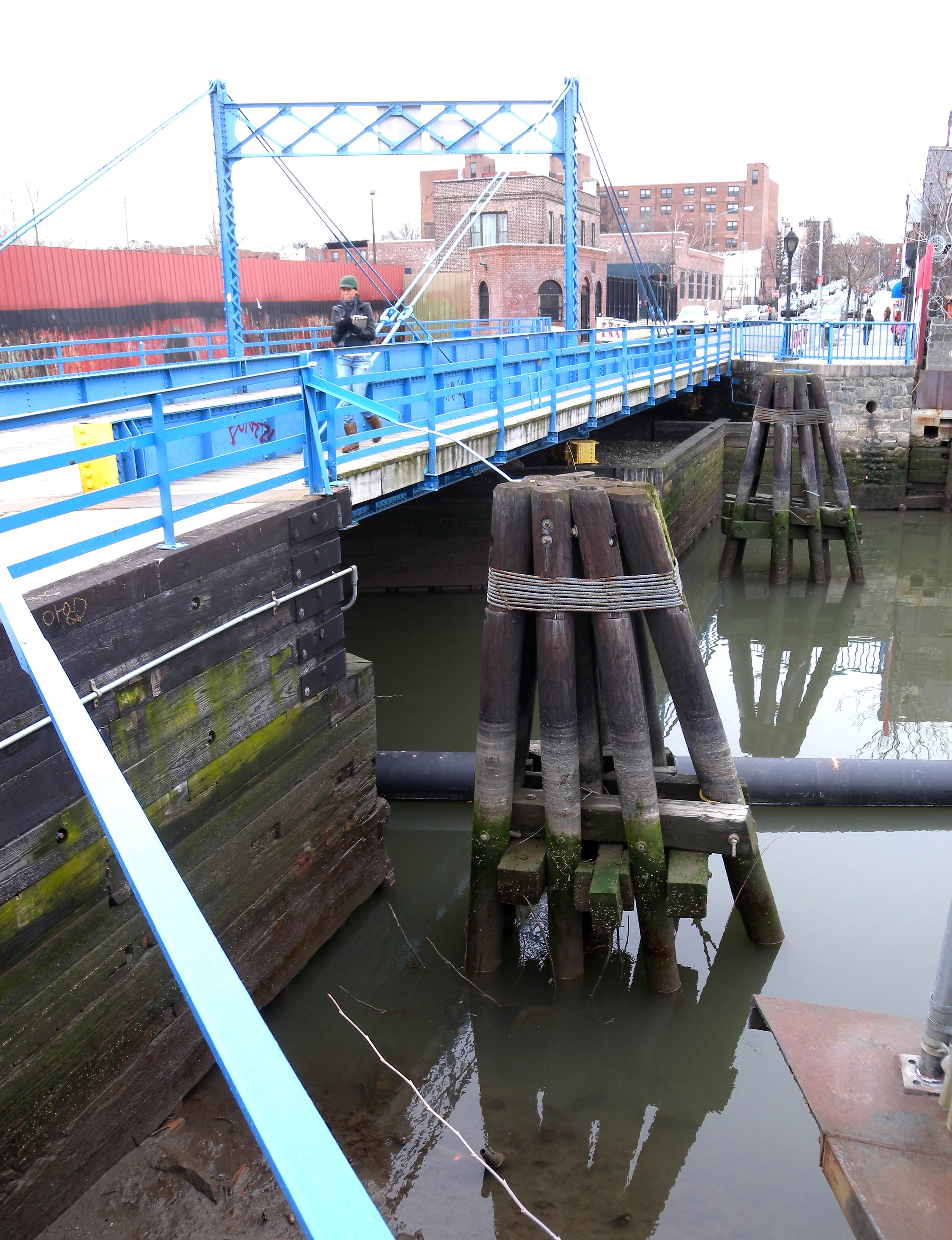
El puente de Carroll Street